# كولين بيل
كولين بيل (بالإنجليزية: Colleen Bell)‏ هي فاعلة خير ومنتجة تلفزيونية أمريكية، ولدت في 30 يناير 1967 في إيفانستون في الولايات المتحدة.

## وصلات خارجية
- كولين بيل على موقع IMDb (الإنجليزية)